# Robert von Zeppelin- und Fliegermuseum
Das Robert von Zeppelin- und Fliegermuseum ist ein Museum in der ostfriesischen Stadt Wittmund. Es wurde im Juni 2015 vom Betreiberverein „Robert von Zeppelin- und Fliegermuseum Wittmund e. V.“ eröffnet.
Die Dauerausstellung zeigt die regionale Geschichte des historischen Luftschiffhafens und späteren Flugplatzes Wittmundhafen, der ursprünglich ab 1916 von der kaiserlichen Kriegsmarine genutzt wurde. Auf Wittmundhafen waren zunächst drei Zeppeline der Kriegsmarine stationiert, die zu Aufklärungsflügen nach England und Frankreich flogen.

## Namensgeber
Der Namensgeber des Museums ist Robert von Zeppelin, ein in den Vereinigten Staaten lebender Nachfahre des Luftschiff-Konstrukteurs Graf Ferdinand von Zeppelin.

## Ausstellung
Die Ausstellung zeigt auf rund 300 Quadratmetern Ausstellungsfläche Modelle des Flugplatzes Wittmundhafen, von Zeppelinen und Flugzeugen. Infotafeln informieren über die Geschichte der regionalen Fliegerei in und um Wittmund. Der Namensgeber Robert von Zeppelin stellte aus seiner privaten Sammlung mehrere Exponate aus der Luftfahrt zur Verfügung, darunter eine Uniform eines Marinesoldaten aus dem Ersten Weltkrieg.
Neben der frühen Phase der Fliegerei auf Wittmundhafen wird auch die spätere Geschichte der Fliegerei auf dem Flugplatz aufmerksam gemacht.

### Weitere Themengebiete
Die Sammlung des Museums zeigt aus weiteren Themengebieten funktionsfähige historische Druckmaschinen, frühe Fahrräder mit Hilfsmotor und eine Dokumentation des Friesensports.